# Proscymnodon plunketi
 Proscymnodon plunketi  (лат.) — вид рода Proscymnodon семейства сомниозовых акул отряда катранообразных. Обитает в юго-западной части Тихого океана и, возможно у берегов Южной Африки. Максимальный зарегистрированный размер 170 см. Размножается яйцеживорождением. Возможно, представляет незначительный интерес для коммерческого рыболовства у побережья Австралии.

## Таксономия
Впервые научно вид описан в 1910 году. Голотип представляет собой взрослую самку длиной 142,5 см, пойманную в у побережья Новой Зеландии на глубине 220. Новый вид был назван в честь британского дипломата Лорда Планкета с 1904 по 1910 годы занимавшего должность губернатора Новой Зеландии.

## Ареал
Эти акулы обитают в южной части Индо-Тихоокеанской области у берегов Австралии, Новой Зеландии, ЮАР и Мозамбика. Эти акулы встречаются на глубине от 200 до 1500 м, чаще всего они попадаются на глубине от 500 до 1000. Вероятно, существует вертикальная сегрегация по размеру: самая крупная самка была поймана на самой большой глубине.

## Описание
Максимальный зарегистрированный размер составляет 170 см (самка). Тело коренастое, сильно сужается от грудных плавников к хвосту. Рыло короткое. Преоральное расстояние меньше ширины рта и дистанции между ртом и первыми жаберными щелями. Губы не толстые. Верхние губные борозды очень короткие. Нижние зубы скошены их края покрыты низкими зазубринами. Верхние зубы имеют форму узких ланцетов. Позади глаз расположены брызгальца. 5 пар жаберных щелей.
Спинные плавники примерно равны о размеру и высоте. У их оснований крошечные шипы, чуть выступающие наружу. Основание первого спинного плавника выступает в виде гребня, оно расположено позади оснований грудных плавников. Длина основания второго спинного плавника примерно равна расстоянию между ним и началом основания верхней доли хвостового плавника. Свободный кончик второго спинного плавника расположен намного впереди хвостового плавника. Анальный плавник отсутствует. Грудные плавники крупные, задние края существенно удалены от воображаемой вертикальной линии, проведённой через шипы у основания первого спинного плавника. Задние кончики брюшных плавников сильно удалены от основания хвостового плавника. Кожа покрыта крупными плакоидными чешуйками с гребнями, вытянутыми продольно, и зазубренным задним краем. Окраска ровного тёмно-коричневого цвета.

## Биология
Эти акулы собираются у дна в большие стаи, сегрегированные по полу и размеру. Они размножаются яйцеживорождением, в помёте до 36 новорожденных длиной 32—36 см. Самцы и самки достигают половой зрелости при длине 100—131 см и 129—170 см соответственно. Рацион состоит из головоногих и костистых рыб.

## Взаимодействие с человеком
Будучи многочисленными у побережья Австралии эти акулы представляют некоторый интерес для коммерческого рыбного промысла. Их добывают с помощью глубоководных ярусов. Ценится жир печени, из туш вырабатывают рыбную муку. Международный союз охраны природы присвоил этому виду статус сохранности «Близкий к уязвимому положению».